# Urodexiomima
Urodexiomima är ett släkte av tvåvingar. Urodexiomima ingår i familjen parasitflugor.
Kladogram enligt Catalogue of Life:
| Urodexiomima | \| \| Urodexiomima javanensis \| \| \| \| \| \| Urodexiomima uramyoides \| \| \| \| |
|              | \| \| Urodexiomima javanensis \| \| \| \| \| \| Urodexiomima uramyoides \| \| \| \| |
|              | Urodexiomima javanensis                                                             |
|              |                                                                                     |
|              | Urodexiomima uramyoides                                                             |
|              |                                                                                     |